# 耶律化哥
耶律化哥（?—?），又作耶律化葛、耶律控温，字弘隐。辽国官员。契丹人。孟父楚国王後裔。    
耶律化哥善於骑射。辽景宗乾亨初年，为北院林牙，掌文翰事。辽圣宗统和四年（986年），率兵南侵北宋，获宋朝间谍，知到宋朝从海路来袭，遂据平州（今河北卢龙）要地，击败宋军，以功拜上京留守，迁北院大王。统和十六年（998年），再侵北宋，为先锋，于遂城（今河北徐水西）破宋兵。统和二十三年（1005年）二月，以功迁南院大王，统和二十九年（1011年）六月，转任为北院枢密使。开泰元年（1012年），耶律化哥伐阻卜（鞑靼）部，阻卜軍舍弃輜重逃走，俘获甚多。耶律化哥受圣宗嘉奖，開泰二年（1013年）正月，封豳王。三月，奉诏经略西境，留兵戍镇州，领兵还。五月，又受命出兵破达旦，七月，撃破阻卜首長烏八之軍。归途，听说蕃部违命居翼只水，于是率兵进逼，掠获羊马和辎重。经白拔烈，误掠顺附的阿萨兰回鹘，诸蕃因此不附。十一月，聖宗剥奪化哥豳王爵位，以侍中遙領大同軍節度使，之后去世。弟耶律弘古。

## 延伸阅读
[在维基数据编辑]
 《遼史·卷94》，出自脱脱《遼史》